# Stylogomphus chunliuae
Stylogomphus chunliuae – gatunek ważki z rodziny gadziogłówkowatych (Gomphidae).